# Schoenocaulon pringlei
Schoenocaulon pringlei är en nysrotsväxtart som beskrevs av Jesse More Greenman. Schoenocaulon pringlei ingår i släktet Schoenocaulon och familjen nysrotsväxter. Inga underarter finns listade.